# Klub Polski – Stowarzyszenie Polaków i Ich Przyjaciół na Słowacji
Klub Polski – Stowarzyszenie Polaków i Ich Przyjaciół na Słowacji (słow. Pol'ský Klub - Spolok Poliakov a ich priatel'ov na Slovensku) – organizacja polonijna na Słowacji powstała w 1994 roku. 

## Geneza
Powstanie pierwszej po II wojnie światowej polskiej organizacji na terenie Słowacji miało swe źródła w spotkaniach mniejszości narodowych z prezydentem kraju Michalem Kováčem przy tzw. Okrągłym Stole (1994). Powołano wówczas do życia Klub Polski - Stowarzyszenie Polaków i Ich Przyjaciół na Słowacji na bazie istniejącego od 1991 stowarzyszenia polskiego w Martinie oraz dwóch komórek: w Bratysławie i Nitrze. Pierwszym prezesem Klubu został wybrany Ryszard Zwiewka. 

## Statut i cele działania
Statut stowarzyszenia wszedł w życie 1 stycznia 1995. Na jego mocy członkami organizacji mogą być nie tylko Polacy, ale również przedstawiciele innych społeczności wyrażający zainteresowanie polską kulturą.
Celem działania Klubu jest podtrzymywanie poczucia narodowego u Polaków zamieszkałych na Słowacji oraz rozbudzenie zainteresowania Polską i polską kulturą wśród innych narodowości kraju. 

## Struktura
Raz na dwa lata zwoływany jest Kongres Klubu Polskiego (ostatni raz w 2005), w którym zasiadają z urzędu prezesi klubów regionalnych oraz lokalnie wybrani delegaci. Bieżącymi sprawami kieruje wybierana przez Kongres na dwuletnią kadencję Rada Klubu Polskiego - w jej skład wchodzą prezes i wiceprezesi, jak również szefowie oddziałów regionalnych. Na czele Kongresu i Rady stoi Prezesem Klubu Polskiego. Obecnie jest nim Tadeusz Błoński. 
Początkowo Klub składał się z trzech oddziałów: w Bratysławie, Martinie i Koszycach. Od 2000 działa również jego filia w Nitrze, a w 2002 dołączył region Środkowe Poważe. 
Według danych na 2003 roku do Klubu należało około 800 członków i sympatyków. 

## Oświata i media
Ważnym elementem działalności Klubu jest polskie szkolnictwo. W ramach działalności organizacji powstały tzw. szkółki języka polskiego, których tworzeniem zajął się pełnomocnik Klubu ds. oświatowych. Poza nauczaniem języka polskiego, młodzi ludzie przyswajają sobie historię i geografię Polski, polskie tradycje oraz elementy kultury. 
Od grudnia 1995 Klub wydaje miesięcznik „Monitor Polonijny” finansowany przez słowackie Ministerstwo Kultury oraz Wspólnotę Polską - ukazuje się w ilości około 600 egzemplarzy. 

## Prezesi Klubu Polskiego
- Ryszard Zwiewka (1994–1996)
- Elżbieta Teresa Dutková (1996–1998)
- Lidia Grala-Bednarčik (1998–2004)
- Anna Tóthová (2004–2005)
- Tadeusz Błoński (2005–)